# Замок Фюрстенберг
Замок Фюрстенберг (нем. Schloss Fürstenberg) — барочный замок в городе Фюрстенберг-на-Хафеле в Бранденбурге. Расположен на острове к северу от старого центра города Мюленкамп. Сооружение в стиле барокко с элементами рококо было построено в 1741—1752 годах для проживания во вдовстве мекленбургской герцогини Доротеи Софии после смерти супруга — герцога Адольфа Фридриха III Мекленбург-Стрелицкого.
Двухэтажный замок представляет собой украшенную штукатуркой массивную конструкцию со скатной крышей. За основу при его строительстве был взят проект замка в Мирове. Боковые флигели подковообразного здания заключают в себе курдонёр диаметром около двадцати метров. Центральное здание имеет третий этаж и фасад с гладкими пилястрами в стиле рококо. На фронтоне в стиле барокко изображён герб мекленбургского герцогства и датский орден Слона.

## История
В 1348 году земля в Фюрстенберге, на которой впоследствии был построен замок, была приобретена мекленбургскими герцогами. Герцог Адольф Фридрих III поручил придворному архитектору Кристофу Юлиусу Лёве подготовить проект резиденции для своей супруги герцогини Доротеи Софии Шлезвиг-Гольштейн-Плёнской на случай её вдовства. Строительные работы начались в 1741 году. Располагавшиеся на острове мельницы были снесены и построены заново на Хафельском мосту (ныне Банхофштрассе). Основные строительные работы были завершены до 1750 года, после чего сюда переехала часть двора герцогини. На призамковой территории был разбит небольшой парк, а на другой стороне реки — огороды.
После смерти Адольфа Фридриха III в 1752 году его вдова Доротея София проживала в фюрстенбергском замке до своей смерти в 1765 году. После кончины вдовствующей герцогини в замке открыли пансионат для придворных служителей; некоторые помещения здания стали сдаваться в аренду. Когда во время пожара в 1807 году сгорела городская церковь, вплоть до 1848 года богослужения проводились в замке.
В 1910 году город Фюрстенберг приобрёл замок у мекленбургских герцогов. В 1913 году в нём был открыт санаторий, затем здание было арендовано у города Имперской страховой компанией. С началом Первой мировой войны в замке разместился военный госпиталь. После войны замок был передан под санаторий для пациентов с нервными и психическими заболеваниями. Одним из пациентов санатория в 1920 году был будущий министр иностранных дел Германии Вальтер Ратенау. С июля 1940 года в замке работал дом отдыха для сотрудников берлинских транспортных компаний. С началом Второй мировой войны в замке вновь открылся военный госпиталь.
После войны в замке располагалась школа для детей офицеров местного советского гарнизона. В 1953 году замок перешёл в собственность правительства ГДР, и в нём открылись больница и поликлиника. В 1992—2004 годах в замке находился дом престарелых в ведении Немецкой дьяконии.
В 2006 году город Фюрстенберг продал здание частному инвестору Герду Шульцу, который планировал открыть в нём спа-отель и начал первые реставрационные работы. В 2010 году была завершена реконструкция центрального ризалита в сторону дороги и парка.